# Тралі
Тралі (англ. Tralee; ірл. Trá Lí) — місто в Ірландії та адміністративний центр графства Керрі. Найбільше місто графства за населенням, 13-е за населенням місто країни.

## Назва
Назва з ірландської «Trá Lí» дослівно перекладається як «берег Лі (річки)».

## Історія
Місто було засноване у 13 столітті. Місто було столицею урядовців Десмонду. У місті існував замок.
1580 року місто було спалене англійцями як помста за повстання проти королеви Єлизавети І. 1587 року місто було передане у власність Едварду Денні.
Сучасного ж вигляду місто почало набувати вже у 19 столітті. На місці замку було прокладено Денні-стріт, встановлено монументи загиблим у Ірландському повстанні, Кримській війні та Повстанні сипаїв.
У 1832–1846 рр. було прокладено судноплавний канал.
18 липня 1859 року у місті було відкрито залізничну станцію.
1871 року збудовано домініканську церкву Святого Хреста.
Під час війни за незалежність Ірландії місто стало місцем численних збройних сутичок. 1922 року ірландські війська атакували гарнізон. Незважаючи на поразку захисників міста, ще рік у околицях існував партизанський рух.
З 1959 року у місті проходить міжнародний фестиваль троянд.

## Визначні місця
- Музей графства
- Судноплавний канал
- Сіамса Тайр — ірландський національний театр
- Міський парк

## Освіта
9 початкових, 7 середніх шкіл, інститут та коледж.

## Спорт
Діють атлетичні, футбольні, регбі, тенісні, бадмінтонні, крікетні, баскетбольні, гольф та інші спортивні клуби.

## Видатні особи
- Святий Брендан
- Річард Спрінг